# Войнаровський Станіслав Андрійович

Родовий герб Войнаровських

Станіслав Андрійович Войнаровський — син небожа гетьмана Івана Мазепи Андрія Войнаровського та Ганни Мирович. Представник шляхетського роду Войнаровських.
Навчався у 1739—1742 роках у Страсбурзькому університеті. Політикою не займався, хоч був переконаний у правильності вибору батька і двоюрідного діда. Разом із матір'ю клопотався про повернення батька із заслання. Якийсь час проживав у Польщі.
В 40-і роки XVIII століття Станіслав Войнаровський жив у Франції, в Парижі, де служив лейтенантом французької армії. Опісля звісток про Станіслава Войнаровського не знаходимо. Вважають, що на Станіславові чоловіча лінія Андрія Войнаровського згасла.